# Pantai Gemi
Pantai Gemi is een bestuurslaag in het regentschap Langkat van de provincie Noord-Sumatra, Indonesië. Pantai Gemi telt 6586 inwoners (volkstelling 2010).